# Humban-haltasz III
Khumban-haltasz III, Humbanhaltasz III – król Elamu w latach 648–644? p.n.e. 
W walce o tron elamicki pokonał Indabigasza, stronnika króla asyryjskiego Aszurbanipala, który wprowadził go na tron. Pociągnęło to za sobą kolejnął wojnę z Asyrią, która zakończyła się podbiciem kraju i zburzeniem Suzy. 
Aszurbanipal postanowił w 647 r. p.n.e. ostatecznie zająć kraj, który w przeszłości był źródłem niepokojów dla mieszkańców Mezopotamii. Ogłosił, że zburzenie Suzy oraz uprowadzenie jej mieszkańców to kara, za wojny które Elamici wszczynali w przeszłości.
Khumban-haltasz III był ostatnim królem elamickim. Wraz z podbojem Elamu przez Asyryjczyków plemiona Persów, które wcześniej były lennikami królów Elamu, musiały uznać władzę Aszurbanipala nad sobą. Zależność ta była stosunkowo luźna, ponieważ Asyryjczycy zaniechali wypraw wojennych w głąb gór Iranu.Zniszczony kraj starożytnej monarchii elamickiej stał się terenem ekspansji plemion perskich, które zaczęły zasiedlać Elam, przejmując władzę nad nim ok. r. 600 p.n.e.